# Pteronotus davyi
Pteronotus davyi é uma espécie de morcego da família Mormoopidae. Pode ser encontrada na América Central e norte da América do Sul.